# كورتيس ميتشيل
كورتيس ميتشيل (بالإنجليزية: Curtis Mitchell)‏ هو منافس ألعاب قوى أمريكي، ولد في 11 مارس 1989 في دايتونا بيتش في الولايات المتحدة.

## وصلات خارجية
- كورتيس ميتشيل على موقع الاتحاد الدولي لألعاب القوى (الإنجليزية)
- كورتيس ميتشيل على موقع الاتحاد الأمريكي لسباقات المضمار والميدان (الإنجليزية)
- كورتيس ميتشيل على موقع الدوري الماسي (الإنجليزية)
- كورتيس ميتشيل على موقع TFRRS.org (الإنجليزية)